# Giorgio Salvini
Giorgio Salvini (ur. 24 kwietnia 1920 w Mediolanie, zm. 8 kwietnia 2015 w Rzymie) – włoski fizyk i nauczyciel akademicki, profesor, specjalista w zakresie fizyki cząstek elementarnych, w latach 1995–1996 minister szkolnictwa wyższego, nauki i technologii.

## Życiorys
W 1942 ukończył fizykę w rodzinnej miejscowości, po czym został wcielony do wojska. Od 1944 zajmował się działalnością naukową, badając zagadnienia z zakresu fizyki jądrowej i fizyki cząstek elementarnych. W 1949 rozpoczął badania na Uniwersytecie Princeton. Po powrocie do kraju obejmował stanowiska profesorskie na uniwersytetach w Cagliari (1951), Pizie (1952) i Rzymie (1955).
W 1953 kierował zespołem, który w laboratoriach we Frascati skonstruował włoski akcelerator cząstek. Pełnił funkcję dyrektora laboratoriów w tej miejscowości. Od 1966 do 1970 był prezesem Narodowego Instytutu Fizyki Jądrowej (INFN). Współpracował również z zespołem Carla Rubbii. W latach 1990–1994 zajmował stanowisko prezesa włoskiej akademii naukowej Accademia Nazionale dei Lincei.
Od stycznia 1995 do maja 1996 sprawował urząd ministra szkolnictwa wyższego, nauki i technologii w rządzie Lamberta Diniego.